# Annimari Korte
Annimari Katriina Korte (Kirkkonummi, 8 de abril de 1988) es una deportista de Finlandia que compite en atletismo. Participó en los Juegos Olímpicos de Tokio 2020, ocupando el quinto lugar en su serie preliminar de la prueba de 110 m vallas.